# George Whitesides
George McClelland Whitesides, George M. Whitesides o, simplement, George Whitesides (Louisville, EUA 1939) és un químic i professor universitari estatunidenc especialista en materials avançats i nanotecnologia.

## Biografia
Va néixer el 3 d'agost de 1939 a la ciutat de Louisville, població situada a l'estat nord-americà de Kentucky. Va estudiar química a la Universitat Harvard, on es va llicenciar el 1960, i posteriorment es doctorà a l'Institut Tecnològic de Massachusetts (MIT) l'any 1964.
L'any 1963 inicià la seva docència al MIT, on hi restà fins al 1982, moment en el qual es traslladà a la Universitat Harvard.

## Recerca científica
Va iniciar la seva recerca en el camp de la química orgànica, especialment en l'espectroscòpia de ressonància magnètica nuclear descobrint una gran varietat de compostos orgànics i l'estructura dels reactius de Grignard. Interessat en la nanotecnologia ha desenvolupat noves tècniques de fabricació de materials a nanoescala.
El juny de 2008 ha estat guardonat amb el Premi Príncep d'Astúries d'Investigació Científica i Tècnica, juntament amb Sumio Iijima, Shūji Nakamura, Robert Langer i Tobin Marks, pels seus treballs al voltant de la nanotecnologia.